# Hot Entertainment
Hot Entertainment es un sello de vídeo para adultos japonés fundado en 1991.

## Información sobre la empresa
Hot Entertainment fue fundada el 29 de marzo de 1991 por Shungo Kaji y tiene su sede en el distrito de Sasazuka, en el barrio especial de Shibuya, en Tokio. Hot Entertainment produce de media una decena de vídeos nuevos al mes y el sitio web DMM, el brazo de distribución de Hokuto Corporation, contaba con más de 1 250 DVD fabricados bajo la marca Hot Entertainment en septiembre de 2011. Hot Entertainment también produjo y estrenó en 1999 la película Ekiben, dirigida por Shungo Kaji.
En 2005, el columnista de AV para el sitio web AllAbout, Kemuta Ōtsubo, destacó Hot Entertainment como la empresa AV más interesante del año, señalando que la compañía tenía el mejor historial de facturación en las tiendas de alquiler de AV para 2003 y 2004 y tenía programas presentados en la televisión. También elogia al estudio por producir futuros directores, como Masaaki Kai, Hideto Aki y Sabbath Horinaka.
La empresa gestiona su propio sitio web (hot-et.com) (creado el 26 de enero de 2001), que ofrece información sobre nuevos estrenos y un mercado para la venta de DVD.
En otoño de 2007, Hot Entertainment creó una serie de cursos para personas que desean entrar en la industria del cine pornográfico, bajo el nombre de Hot Entertainment AV Visual Arts Academy. Por un precio de 200 000 yenes (algo más de 1 250 euros al cambio), los aspirantes a productores, directores y actores podían acceder a una serie de cursos de siete u ocho clases de 90 minutos. Los instructores de la academia eran el fundador de Hot Entertainment, Shungo Kaji, Naoki Fushimi y Kaoru Mizuki. El plan de estudios del curso de dirección incluía temas como la planificación, los temas, las obras documentales frente a las dramáticas y si los vídeos debían basarse únicamente en la actriz. También se mencionan las escalas salariales, que van de 8 000 a 10 000 yenes diarios para extras y "soup man" a 50 000 yenes para actores veteranos y de 100 000 a 300 000 yenes para directores.

## Sellos
Dentro de los sellos del estudio, destacan:
- Cheery
- Kaji
- Masaaki Kai

## Directores
Entre los directores de AV que han trabajado con el estudio figuran:
- Masaaki Kai
- Shungo Kaji
- Gunji Kawasaki

## Actrices
Algunas AV Idols del porno japonés que han actuado para Hot Entertainment han sido:
- Ren Hitomi
- Ayame Ikehata
- Elly Akira
- Riko Tachibana